# Ozyptila confluens
Ozyptila confluens es una especie de araña cangrejo del género Ozyptila, familia Thomisidae.

## Distribución
Esta especie se encuentra en el sur de Europa y Siria.